# Microporella formosa
Microporella formosa is een mosdiertjessoort uit de familie van de Microporellidae. De wetenschappelijke naam van de soort is voor het eerst geldig gepubliceerd in 1998 door Suwa & Mawatari.